# Urelytrum henrardii
Urelytrum henrardii là một loài thực vật có hoa trong họ Hòa thảo. Loài này được Chippind. miêu tả khoa học đầu tiên năm 1946.